# Харисън (окръг, Западна Вирджиния)
Вижте пояснителната страница за други значения на Харисън.
Окръг Харисън (на английски: Harrison County) е окръг в щата Западна Вирджиния, Съединени американски щати. Площта му е 1080 km², а населението – 69 141 души (2012). Административен център е град Кларксбърг.